# وانغ فانغ
وانغ فانغ (بالصينية: 王芳) هو سياسي صيني، ولد في 30 سبتمبر 1920 في الصين، وتوفي في 2009. حزبياً، نشط في الحزب الشيوعي الصيني. وقد انتخب Minister of Public Security (China) ‏ (1987 – 1990).